# Đồng(II) sulfat tetramin
Đồng(II) sulfate tetramin là một hợp chất hoá học với công thức [Cu(NH3)4]SO4. Đây là muối của phức [Cu(NH3)4(H2O)]2+. Hợp chất này có liên quan đến thuốc thử Schweizer, được sử dụng để sản xuất sợi xenlulose trong sản xuất tơ nhân tạo. Nó cũng được sử dụng để in vải, dùng làm thuốc trừ sâu và tạo ra các hợp chất đồng khác như bột nano đồng.

## Điều chế
Hợp chất này có thể được điều chế bằng cách thêm dung dịch amoniac đậm đặc vào dung dịch bão hoà của đồng(II) sulfat pentahydrat, sau đó kết tủa sản phẩm với etanol hoặc isopropanol.
{\displaystyle {\mathsf {4NH_{3}+CuSO_{4}\cdot 5H_{2}O\ \xrightarrow {\ } [Cu(NH_{3})4]SO4\cdot H_{2}O+4H_{2}O}}}

## Cấu trúc
Muối ở trạng thái rắn của đồng(II) sulfat tetramin chứa ion phức [Cu(NH3)4H2O]2+, các ion được sắp xếp theo dạng hình chóp vuông.    
Độ dài liên kết giữa các nguyên tử trong tinh thể được đo bằng phương pháp chiếu tinh thể học tia X; khoảng cách Cu-N và Cu-O lần lượt là 210 và 233 pm. Nồng độ chính xác của dung dịch amoniac và đồng sunfat cần thiết để tổng hợp phức chất có thể được xác định bằng phép so màu. Sự kết hợp của các nồng độ chính xác sẽ tạo ra độ hấp thụ cao nhất được đọc trên máy đo màu và kết quả là công thức của phức chất có thể được xác minh.

## Tính chất
Là một chất rắn kết tinh màu xanh tím đậm có xu hướng thủy phân và giải phóng amoniac khi  tiếp xúc với không khí. Là một chất hòa tan khá tốt trong nước. Màu xanh tím đậm rực rỡ của dung dịch Đồng(II) sulfat tertramin là do sự có mặt của ion [Cu(NH3)4]2+. Thông thường, màu xanh tím đậm được dùng làm phép thử để xác định sự có mặt của ion Cu2+ trong dung dịch.

### Ăn mòn
Màu xanh lam đậm đặc trưng của phức tetramin được tìm thấy trong đồng thau và hợp kim đồng, nơi xảy ra sự tấn công từ amoniac, dẫn đến nứt vỡ. Vấn đề lần đầu tiên được tìm thấy trong hộp đựng hộp đạn khi chúng được lưu trữ gần chất thải động vật, nơi tạo ra một lượng nhỏ amoniac.

## Ứng dụng
Liên quan chặt chẽ đến thuốc thử Schweizer, được sử dụng để sản xuất vải cuprammoni rayon.
Hầu hết các loại thuốc trừ sâu đều chứa amoni sulfat. Amoni sulfat được sử dụng như một chất bổ trợ phun trong nông nghiệp cho thuốc trừ sâu, thuốc diệt cỏ và thuốc diệt nấm hòa tan trong nước. Ở đó, nó có chức năng liên kết các cation sắt và canxi có trong cả nước giếng và tế bào thực vật. Nó đặc biệt hiệu quả như một chất bổ trợ cho thuốc diệt cỏ 2, 4-D (amin), glyphosate, và glufosinate. Màu xanh tím đậm rực rỡ và khả năng hòa tan tốt khiến đồng(II) sulfat tetramin trở thành hóa chất tuyệt vời để nhuộm vải. Một số nghiên cứu và phát triển gần đây về đồng bao gồm các nghiên cứu khác nhau về đồng(II) sulfat tetramin. Một trong những nghiên cứu đó là "Phương pháp khử hóa học để điều chế bột nano đồng có độ tinh khiết cao sử dụng natri hypophosphite làm chất khử", sử dụng đồng(II) sulfat tetramin.

## Tính chất khác

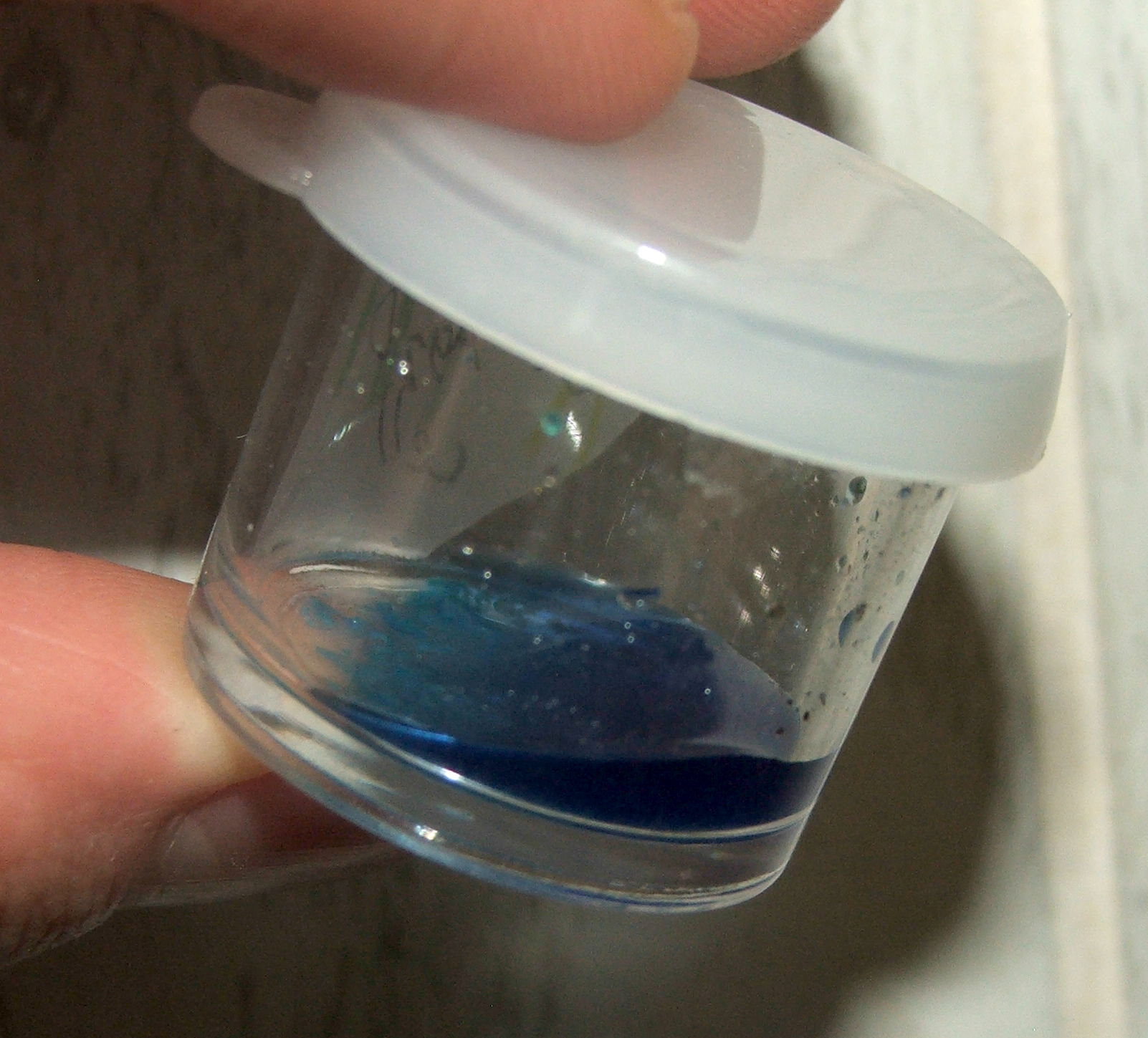
Dung dịch đồng(II) sulfat tetramin.

Các tính chất từ và nhiệt của đồng(II) sulfat tetramin monohydrat đã được nghiên cứu rộng rãi và được hiểu là của một chất có chứa cấu trúc mạch thẳng từ tính. Năm 1967, Saito & Kanda tiến hành nghiên cứu cộng hưởng từ hạt nhân proton trên vật liệu này ở trạng thái thuận từ và có trật tự. Thật không may, việc thiếu các vị trí proton đã ngăn cản việc giải thích định lượng những dữ liệu này. Kể từ khi nghiên cứu tinh thể học ban đầu của Mazzi (1955) báo cáo cấu trúc dựa trên dữ liệu dự kiến và chỉ ra sự phối hợp bất thường về ion đồng, nên việc xác định cấu trúc chi tiết được coi là cần thiết cho bất kỳ diễn iải định lượng nào trong tương lai của dữ liệu cộng hưởng quan sát được.